# Amaryllideae
Amaryllideae, biljni tribus iz porodice zvanikovki, dio je potporodice Amaryllidoideae. Sastoji se od 9 rodova, nekada smještenih unutar četiri podtribusa i više hibridnih rodova lukovičastih geofita.
Tribus je opisao 1829. Dumort. Tipični rod je Amaryllis, a vrsta A. belladonna

## Rodovi
1. Amaryllis L. (2 spp.)
2. Boophone Herb. (2 spp.)
3. Ammocharis Herb. (7 spp.)
4. Crinum L. (110 spp.)
5. Crossyne Salisb. (2 spp.)
6. Strumaria Jacq. (29 spp.)
7. Nerine Herb. (26 spp.)
8. Hessea Herb. (16 spp.)
9. Brunsvigia Heist. (19 spp.)

- Namaquanula D.Müll.-Doblies et U.Müll.-Doblies, sinonim za Hessea

Nekadašnji podtribusi:
1. Amaryllidinae Walp
2. Boophoninae D.Müll.-Doblies & U.Müll.-Doblies
3. Crininae Baker
4. Strumariinae Traub ex D.Müll.-Doblies & U.Müll.-Doblies